# كونراد غيسنر
كونراد غيسنر (26 مارس 1516 - 13 ديسمبر 1565) كان طبيباً سويسريًا مختصًا بعلم الطبيعة والببليوغرافيا ويعد من فقهاء اللغة. ولد لعائلة فقيرة في زيورخ، سويسرا، لاحظ والده ومعلموه مواهبه وساعدوه لتأمين دراسة جامعية. درس اللغات الكلاسيكية واللاهوت والطب. أصبح طبيبًا في مدينة زيورخ، لكنه كان قادرًا على قضاء كثير من وقته في الجمع والبحث والكتابة. عمل غيسنر على تجميع الأعمال الأثرية حول الببليوغرافيا (الببليوغرافيا العالمية 1549-1545) وعلم الحيوان (تاريخ الحيوانات 1551–1558) وكان يعمل على كتاب مهم في علم النبات في وقت وفاته من الطاعون في سن ال 49. يُعتبر أب الببليوغرافيا العلمية الحديثة، وعلم الحيوان وعلم النبات. كان أول من وصف أنواعًا من النباتات والحيوانات في أوروبا، مثل التوليب في عام 1559. سمي عدد من النباتات والحيوانات نسبةً إليه.

## حياته
وُلِد كونراد غيسنر في 26 مارس عام 1516، في مدينة زيورخ بسويسرا، لأورسوس غيسنر، وهو تاجر فراء فقير من مدينة زيورخ. كانت حياته المبكرة مليئة بالفقر والصعوبات، لكن والد غيسنر أدرك مواهبه، وأرسله ليعيش ويتعلم مع عمه، الذي كان يعمل بزرع الأعشاب الطبية وجمعها. أصبح الصبي هناك ملمًا بالعديد من النباتات وأغراضها الطبية، الأمر الذي ولّد اهتمامه الدائم بالتاريخ الطبيعي.
التحق غيسنر في البداية بمعهد كارولينوم في زيورخ، ثم التحق بعد ذلك بمعهد فراومونستر. درس هناك اللغات الكلاسيكية، وظهر بشخصية بينيا (وتعني الفقر) في مسرحية بلوتوس لأريستوفان، في سن ال 15. في المدرسة، أثار إعجاب أساتذته لدرجة أن بعضهم ساعدوا في رعايته حتى يتمكن من مواصلة تعليمه، ورتبوا له منحة دراسية للالتحاق بجامعة في فرنسا لدراسة اللاهوت (1532-1533) في سن ال 17. التحق هناك بجامعة بورج وجامعة باريس. لكن أجبره الاضطهاد الديني على مغادرة باريس وتوجه إلى مدينة ستراسبورغ. لم يتمكن من تأمين عمل، وعاد إلى زيورخ. أدى أحد أساتذته في زيورخ دور الأب الراعي له بعد وفاة والده في معركة كابل (1531)، وأمن له أستاذ آخر ثلاث سنوات من المأكل والمشرب والسكن، ورتب له آخر تعليمًا إضافيًا في المدرسة العليا في ستراسبورغ، أكاديمية ستراسبورغ. وسع معرفته باللغات القديمة من خلال دراسة اللغة العبرية. في عام 1535، أعادته الاضطرابات الدينية إلى زيورخ، حيث تزوج في سن ال 19 من امرأة من عائلة فقيرة أخرى لم يكن لديها مهر، الأمر الذي اعتبره البعض تصرفًا طائشًا. على الرغم من أن بعض أصدقائه جاؤوا مرة أخرى لمساعدته، لكنه حصل على منصب تعليمي. كان عمله ذا مستوى متدنٍ وكان راتبه زهيداً، ومع ذلك حصل على إجازة مدفوعة الأجر لدراسة الطب في جامعة بازل (1536).
طوال حياته، كان غيسنر مهتمًا بالتاريخ الطبيعي، وجمع عينات ومواصفات للحياة البرية من خلال سفره ومراسلاته المكثفة مع الأصدقاء والعلماء الآخرين. يتكون منهجه في البحث من أربعة عناصر رئيسية: الملاحظة، التشريح، السفر إلى الأراضي البعيدة، والوصف الدقيق. كان هذا النهج الرصدي الصاعد جديدًا بالنسبة لعلماء عصر النهضة لأن الناس عادةً ما كانوا يعتمدون تمامًا على الكتّاب الكلاسيكيين في بحثهم. توفي من الطاعون، بعد منحه صفة النبيل بسنة في 13 ديسمبر عام 1565.

## عمله
كان كونراد غيسنر عالمًا موسوعيًا في عصر النهضة، وطبيبًا، وفيلسوفًا، وكاتبًا في دائرة المعارف، وببليوغرافيًا، وفقيهًا باللغة، ومؤرخًا طبيعيًا، ورسامًا. في عام 1537، وفي سن ال 21، أدى نشره للقاموس اللاتيني اليوناني إلى حصوله بمساعدة رعاته على منصب أستاذ اللغة اليونانية في أكاديمية لوزان التي تأسست حديثًا (كانت آنذاك تابعة لمدينة برن). أصبح لديه وقت فراغ يكرسه للدراسات العلمية، وخاصة في علم النبات، وكسب المال لمواصلة دراساته الطبية.
بعد ثلاث سنوات من التدريس في لوزان، تمكن غيسنر من السفر للدراسة في كلية الطب بجامعة مونبلييه، وحصل على درجة الدكتوراه (1541) من بازل. ثم عاد إلى زيورخ لممارسة الطب، الأمر الذي استمر في القيام به لبقية حياته. وهناك تعين كمحاضر في الفيزياء الأرسطية في معهد كارولينوم، الخليف لجامعة زيورخ.
بعد عام 1554 أصبح طبيب المدينة. بالإضافة إلى واجباته هناك، وبصرف النظر عن رحلاته القليلة إلى البلدان الأجنبية، والرحلات الصيفية السنوية لإجراء بحوث في علم النبات في وطنه الأم، ومرضه، كان قادرًا على تكريس نفسه للبحث والكتابة. شملت بعثاته في كثير من الأحيان زيارات إلى البلاد الجبلية، تحت خط الثلج الدائم. رغم أن الهدف الرئيسي من رحلاته كان جمع عينات النباتات، أشاد أيضًا بتسلق الجبال كممارسة للرياضة والاستمتاع بجمال الطبيعة.
يرجع الفضل إلى غيسنر في وصف بعض الأنواع النباتية والحيوانية في أوروبا لأول مرة، مثل الجرذ البني (الجرذ النرويجي)، الكابياء الخنزيرية أو الخنزير الغيني (كافيا بورسيلوس) والديك الرومي (ميلياغريس)، وكذلك النباتات مثل التوليب (تيوليبا غيسنيريانا). رأى التوليب لأول مرة في أبريل عام 1559، تنمو في حديقة الحاكم يوهان هاينريش هيروارت في مدينة آوغسبورغ، وأطلق عليها اسم توليبورا تيركاروم، التوليب التركي. يعود إليه الفضل أيضًا بوصف النسيج الدهني البني لأول مرة في عام 1551، وفي عام 1565، كان أول من وثق اختراع قلم الرصاص، وفي عام 1563، كان من أوائل الأوروبيين الذين كتبوا عن آثار التبغ.

## وصلات خارجية
- كونراد غيسنر على موقع الموسوعة البريطانية (الإنجليزية)
- كونراد غيسنر على موقع إن إن دي بي (الإنجليزية)